# 李景伯
李景伯（?—?），唐朝邢州柏仁县（今河北省隆尧县西）人，李怀远之子。
景龙年间李景伯为给事中，转任谏议大夫。唐中宗为侍臣和朝集使举行宴会，酒酣，令各自作《回波辞》。大家都说为谄佞之辞媚上。李景伯以箴规之语劝谏中宗：“回波尔时酒卮，微臣职在箴规。侍宴既过三爵，喧哗窃恐非仪。”唐中宗不悦，中书令萧至忠称道他：“他是真谏官。”景云年间，进升为太子右庶子。当时有人认为设置都督府不妥，唐睿宗诏群臣议论，李景伯与太子舍人卢俌上议：“现在天下诸州分隶都督，专生杀刑赏。如果所授非其人，则权重祸患产生，不是强干弱枝、治理天下的策略。请求罢都督，留御史，以时按察，官卑任重，以制奸邪。”于是停都督。李景伯官至右散骑常侍，不久以老病致仕。开元年间去世，追赠禮部侍郎。其子吏部侍郎李彭年、右司郎中李喬年。李彭年之子生給事中李收、李孚。